# 가키쓰의 난

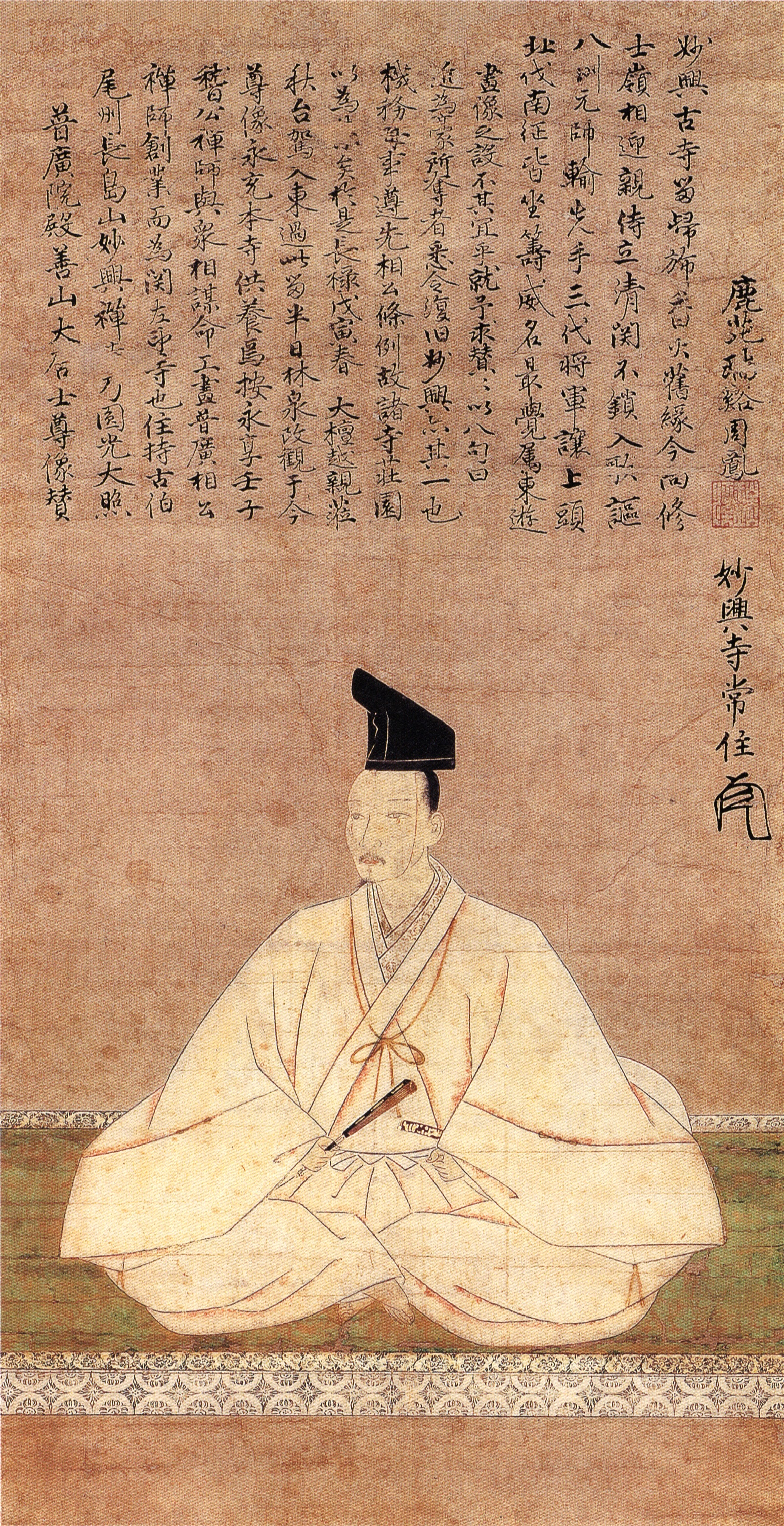
아시카가 요시노리 초상화

가키쓰의 난(일본어: 嘉吉の乱)은 일본 무로마치 시대 가키쓰 원년(1441년)에 하리마국, 비젠국, 미마사카국 슈고 아카마쓰 미쓰스케(赤松満祐)가 쇼군의 권력 강화를 꾀하며 강권 정치를 펼치던 제 6대 쇼군 아시카가 요시노리(足利義教)에게 불만을 품은 끝에 요시노리를 암살하고, 영지 하리마에서 막부측 토벌군에게 패하여 전사하기까지 벌어진 일련의 소란이다.
이 사건으로 아시카가 쇼군 가문의 권위가 크게 실추되어, 쇼군 가문을 대신하여 슈고 다이묘들의 합의제가 부활하였다. 주모자인 아카마쓰 가문은 완전히 몰락하고, 아카마쓰 미쓰스케 토벌에 큰 공을 세운 야마나 소젠이 아카마쓰 가문의 영지 하리마의 슈고직을 하사받고, 비젠은 야마나 노리유키(山名教之), 미마사카는 야마나 노리키요(山名教清)에게 내려져, 아시카가 요시미쓰 시대에 벌어진 메이토쿠의 난에서 패배하여 세력이 약화되었던 야마나 가문이 다시금 거대한 세력으로 부활하여, 간레이 호소카와 가문(細川家)과 세력을 다툴 정도가 되었다.
또한 이해 8월, 토벌군이 하리마 등지로 출정한 틈을 타서 가키쓰 쓰치 잇키(嘉吉の土一揆)가 발생하여, 이들의 요구를 받아들여 덕정령(徳政令)을 발포하게 되었다.